# Jeanne Perdriel-Vaissière
Jeanne Lucie Sidonie Vaissière, més coneguda com a Jeanne Perdriel-Vaissière   (Ajaccio, 17 de gener de 1870 - Paimpol, 23 de març de 1951) o pel pseudònim de Saint-Cygne, fou una poetessa i novel·lista francesa.
Nascuda a Ajaccio, visqué sobretot a Brest. Després es traslladà a Paimpol, on morí. Esposa d'Eugène Perdriel, capità de navili, fou l'amiga de Victor Segalen, Jules Romains, Théodore Botrel, Anatole Le Braz, Charles Chassé, Saint-Pol-Roux i també de Charles Le Goffic, al que visitava sovint tant al saló literari que ella organitzava entre 1900 i 1920 al número 13 del carrer Voltaire de Brest, com a la Société académique de Brest en la qual va participar del 1893 al 1920.